# Кривая предложения
Крива́я предложе́ния — кривая, показывающая количество товара или услуги, которые продавцы предлагают к продаже на рынке по разным ценам в течение определенного периода времени.

## Определение
Согласно К.Р. Макконнеллу и С.Л. Брю Кривая предложения — кривая, показывающая количество товара или услуги, которые продавцы предлагают к продаже на рынке по разным ценам в течение определенного периода времени.

## Индивидуальное и совокупное предложение
Можно рассматривать как индивидуальное предложение (предложение конкретного продавца), так и общую величину предложения (предложение всех продавцов, присутствующих на рынке). В экономике изучается, в основном, общая величина предложения на какой-либо товар.

## Детерминанты предложения
Факторы, приводящие к изменению в предложении, к смещению кривой предложения:
1. изменение ресурсных цен, в себестоимости сырья или производства (повышение себестоимости приводит к снижению предложения);
2. изменение технологии, создание более эффективных производств, которые увеличивают предложение продукта;
3. изменение цен на другие, в том числе и на взаимозаменяемые товары;
4. изменение налогов и дотаций (рост налогов ведет к росту затрат, что уменьшает предложение, и наоборот);
5. изменение перспектив ожидания (ожидание повышения цен — предложение снижается; ожидание снижения цен — предложение увеличивается);
6. изменение количества поставщиков и товаропроизводителей.

## Изменение в предложении
Детерминанты предложения смещают кривую предложения, увеличение предложения смещают вправо, уменьшение предложения смещают кривую влево.

## Изменение величины предложения
Изменение величины предложения означает передвижение с одной точки на другую точку на кривой предложения. Фактором изменения величины предложения, перемещения по кривой предложения является изменение цены на рассматриваемый продукт.